# Buick Electra E5
Buick Electra E5 — компактный электромобиль-кроссовер марки Buick, подразделения General Motors, выпускаемый с 2023 года.

## Описание
Buick Electra E5 является первым электромобилем компании Buick, названным в честь Buick Electra, выпускавшегося с 1959 по 1980 год. Впервые автомобиль был представлен в 2023 году на автосалоне в Шанхае. Производство автомобиля началось в первой половине 2023 года.

## Технические характеристики
Автомобиль Buick Electra E5 оснащён аккумуляторами GM Ultium и системой помощи водителю Super Cruise. В движение модель приводится электродвигателем мощностью 241 л. с., разгоняющим 2,5-тонный кроссовер до 180 км/ч.

## Галерея

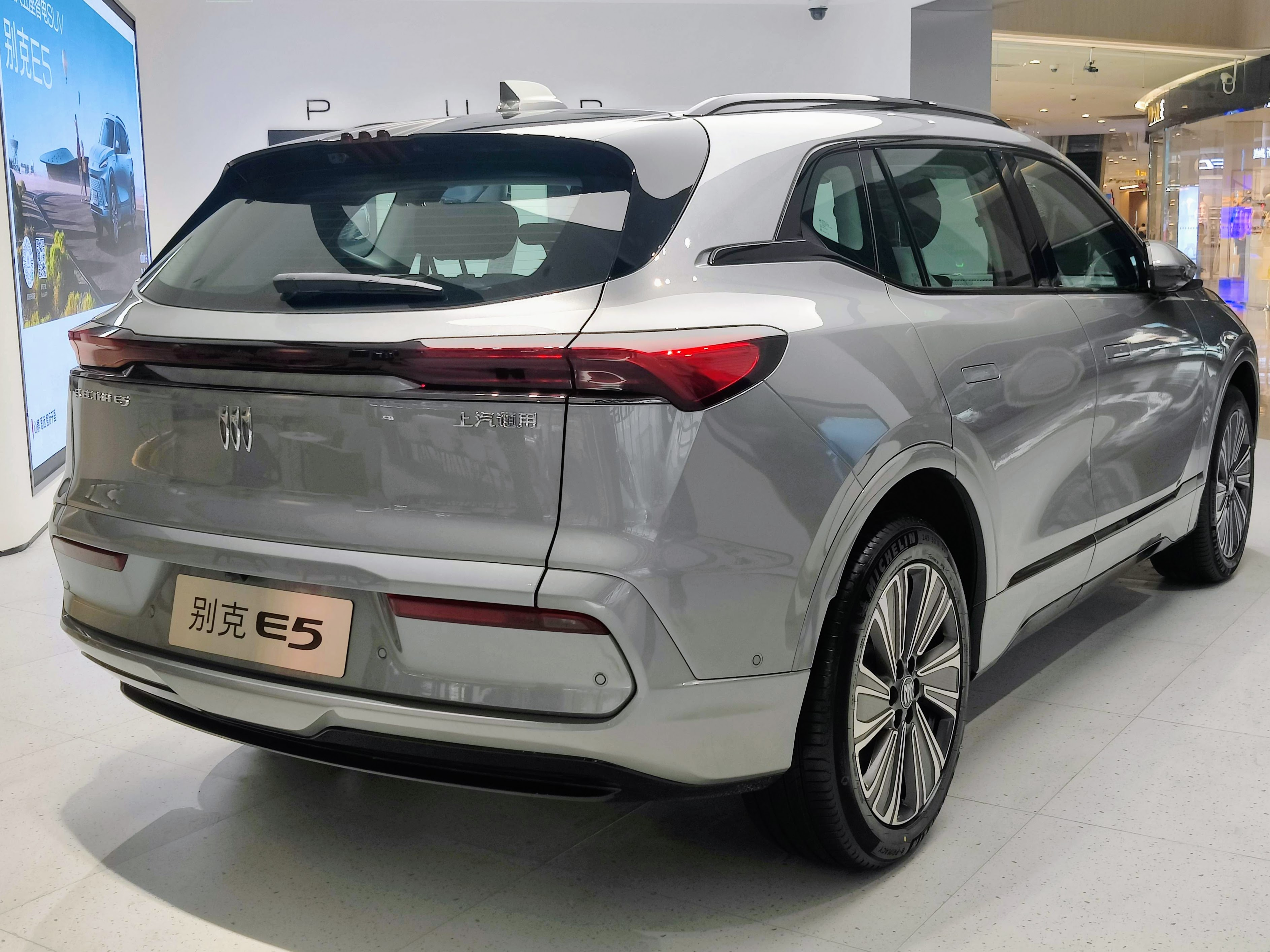
Вид сзади
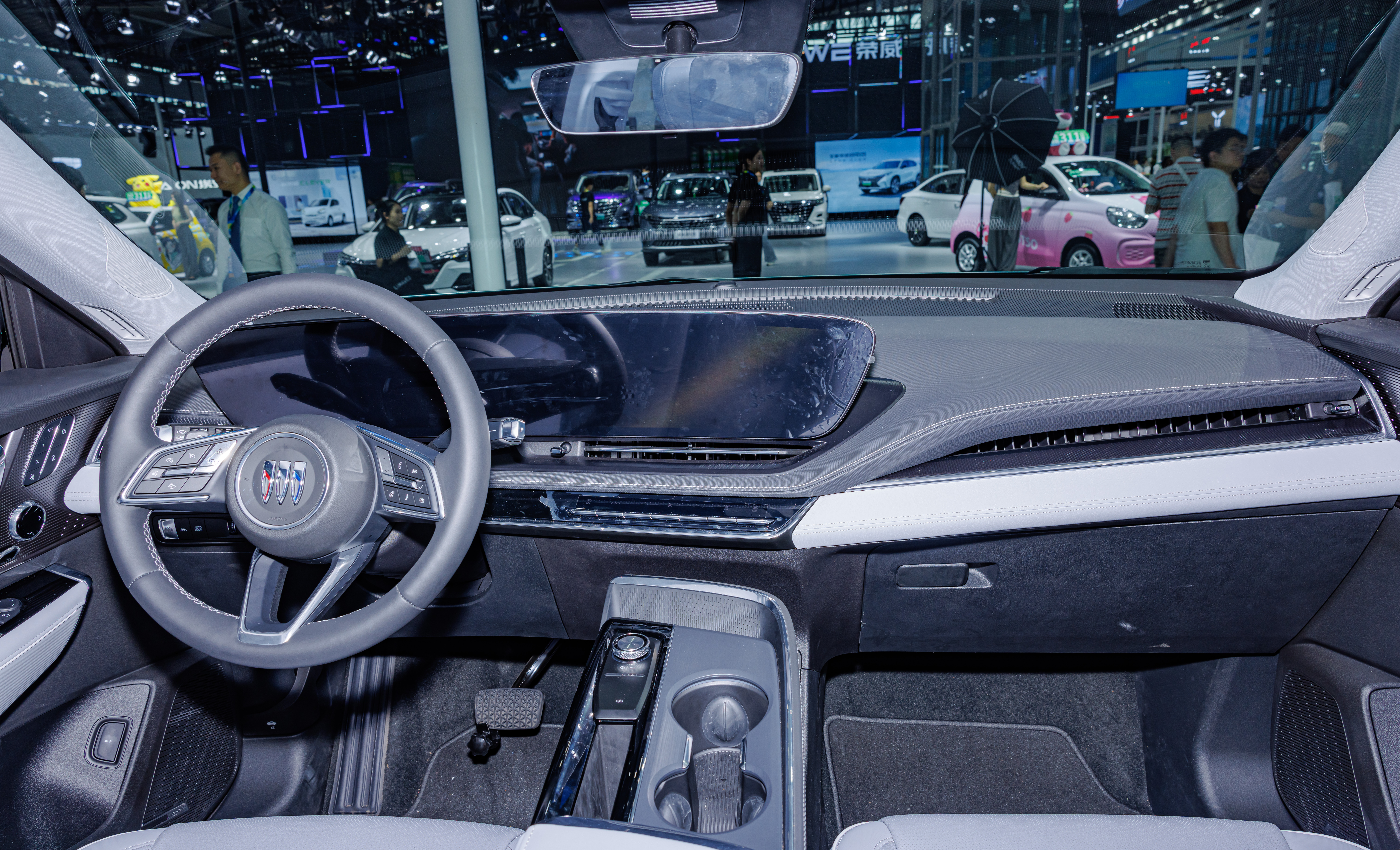
Интерьер
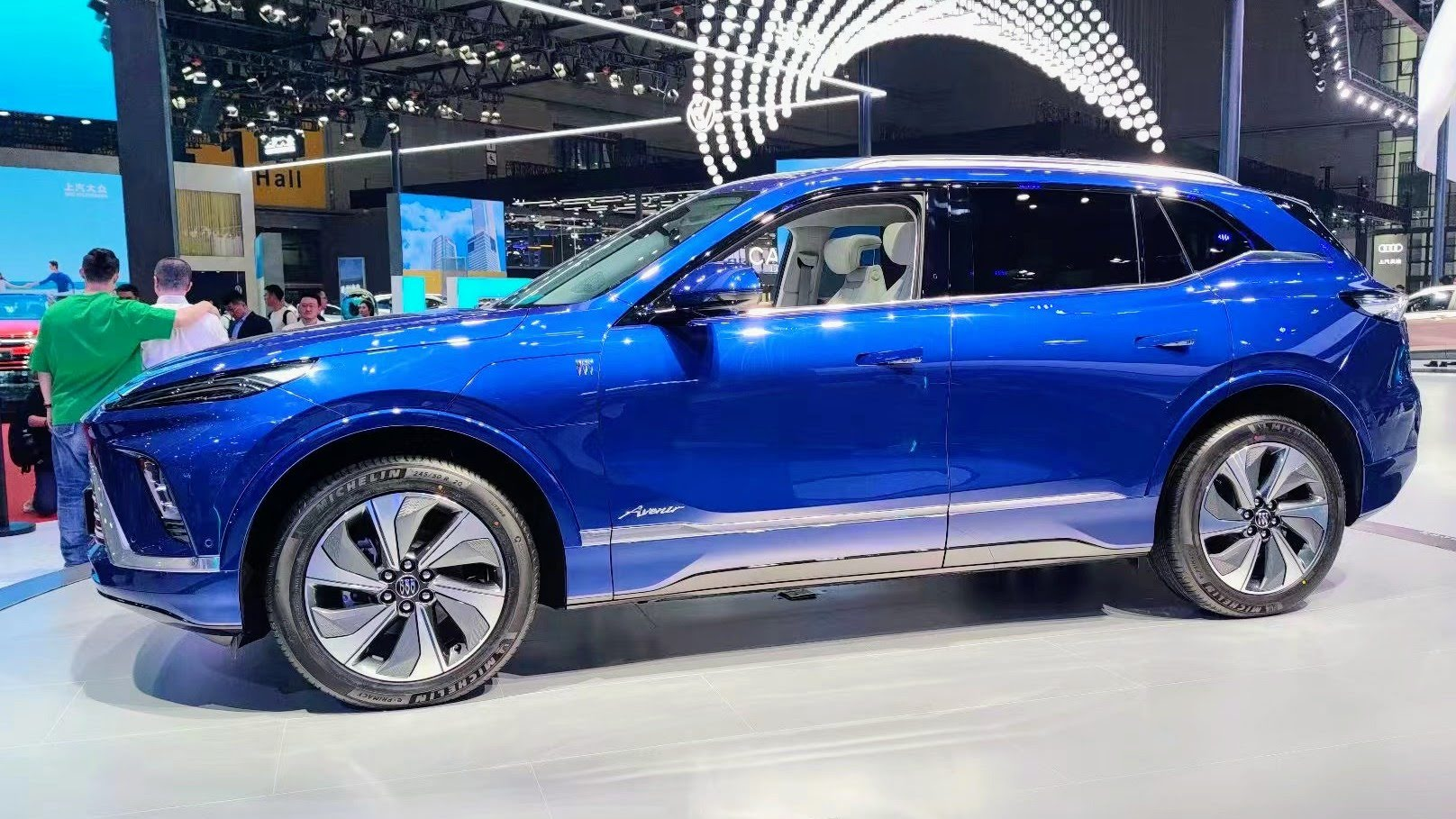
Buick Electra E5 Avenir